# Colgan Air
Colgan Air war eine US-amerikanische Regionalfluggesellschaft mit Sitz in Manassas, Virginia und ein Tochterunternehmen der Pinnacle Airlines Corp.

## Geschichte
Im Jahr 1965 gründeten Charles J. Colgan Sr. und 16 Anteilseigner die Colgan Airways Corporation mit Sitz und Hauptbasis in Manassas Airport, Virginia.
Im Jahr 1970 begann die Gesellschaft im Auftrag von IBM mit Linienflügen von Manassas nach Washington-Dulles. Im Jahr 1986 wurden mit 9 Flugzeugen 12 Städte von den Drehkreuzen Washington-National und Washington-Dulles angeflogen. Im selben Jahr wurde die Gesellschaft an President Airlines verkauft.
Nach dem Zusammenbruch von President Airlines im Jahr 1991 begannen Charles J. Colgan und sein Sohn Mike Colgan mit nur einem Flugzeug den Neuaufbau von Colgan Air Inc. Im Juli 1997 begann Colgan Air ein Code-Share-Abkommen mit Continental Airlines für Zubringerflüge unter dem Namen Continental Connection.
Im Dezember 1999 folgte ein weiteres Code-Share-Abkommen mit US Airways für Flüge unter dem Namen US Airways Express. Ein weiteres Abkommen folgte im Oktober 2005 mit United Airlines für Flüge unter dem Namen United Express. Am 15. Januar 2007 erwarb die Pinnacle Airlines Corp., Eigentümerin der Pinnacle Airlines, Inc. die Colgan Air.
Im Zuge der Übernahme von Mesaba Airlines durch die Muttergesellschaft Pinnacle Airlines Corp. wurde bekannt gegeben, dass Colgan Air im Rahmen einer Neustrukturierung den Betrieb einstellen sollte und ihre Flotte an Mesaba überstellt werden würde. Diese sollte zukünftig alle Turboprop-Flugzeuge der Pinnacle Airlines Corp. betreiben, während sich die Schwester Pinnacle Airlines auf Jets konzentrieren sollte. Mesaba Airlines wurde jedoch zwischenzeitlich selbst aufgelöst und in Pinnacle Airlines integriert. Am 1. April 2012 hat Pinnacle Insolvenz nach Chapter 11 beantragt, aber wird den Flugbetrieb bis auf Weiteres aufrechterhalten.
Am 5. September 2012 führte Colgan Air ihren letzten Flug durch und stellte den Betrieb ein.

## Flugziele
Colgan Air flog im Code-Share-Zubringerverkehr als United Express und US Airways Express von großen Drehkreuzen, wie Boston, Houston, New York, Pittsburgh und Washington zu mittleren und kleinen Flughäfen der USA. Seit Februar 2008 bediente sie für Continental Connection auch Flüge ab Newark.

## Flotte
Bei Betriebseinstellung im September 2012 bestand die Flotte der Colgan Air aus 60 Flugzeugen:
- 31 De Havilland DHC-8-400
- 29 Saab 340B

## Zwischenfälle
- Am 26. August 2003 stürzte eine Beechcraft 1900D der US Airways Express (Luftfahrzeugkennzeichen N240CJ), die von Colgan Air betrieben wurde, kurz nach dem Start vom Barnstable Municipal Airport (Massachusetts) bei Hyannis ins Meer. Bei dem Unfall kamen beide Piloten an Bord der Maschine ums Leben. Der Absturz war durch grobe Wartungsfehler verursacht worden (siehe auch Colgan-Air-Flug 9446).[3]

- Am 12. Februar 2009 stürzte eine De Havilland DHC-8-400 in Clarence im Bundesstaat New York ab, auf dem Weg von Newark nach Buffalo. Alle 44 Passagiere, 4 Crewmitglieder sowie ein weiterer Pilot außer Dienst und ein Mensch am Boden kamen ums Leben. Die Ursache war ein Pilotenfehler, woraufhin die Gesetzgeber die Gesetze insofern änderte, als Berufspiloten von Fluggesellschaften seitdem mindestens 1500 Flugstunden Erfahrung haben müssen (siehe auch Continental-Airlines-Flug 3407).[4]